# Pachira glabra
Pachira glabra är en malvaväxtart som beskrevs av Pasq.. Pachira glabra ingår i släktet Pachira och familjen malvaväxter. Inga underarter finns listade i Catalogue of Life.

## Bildgalleri

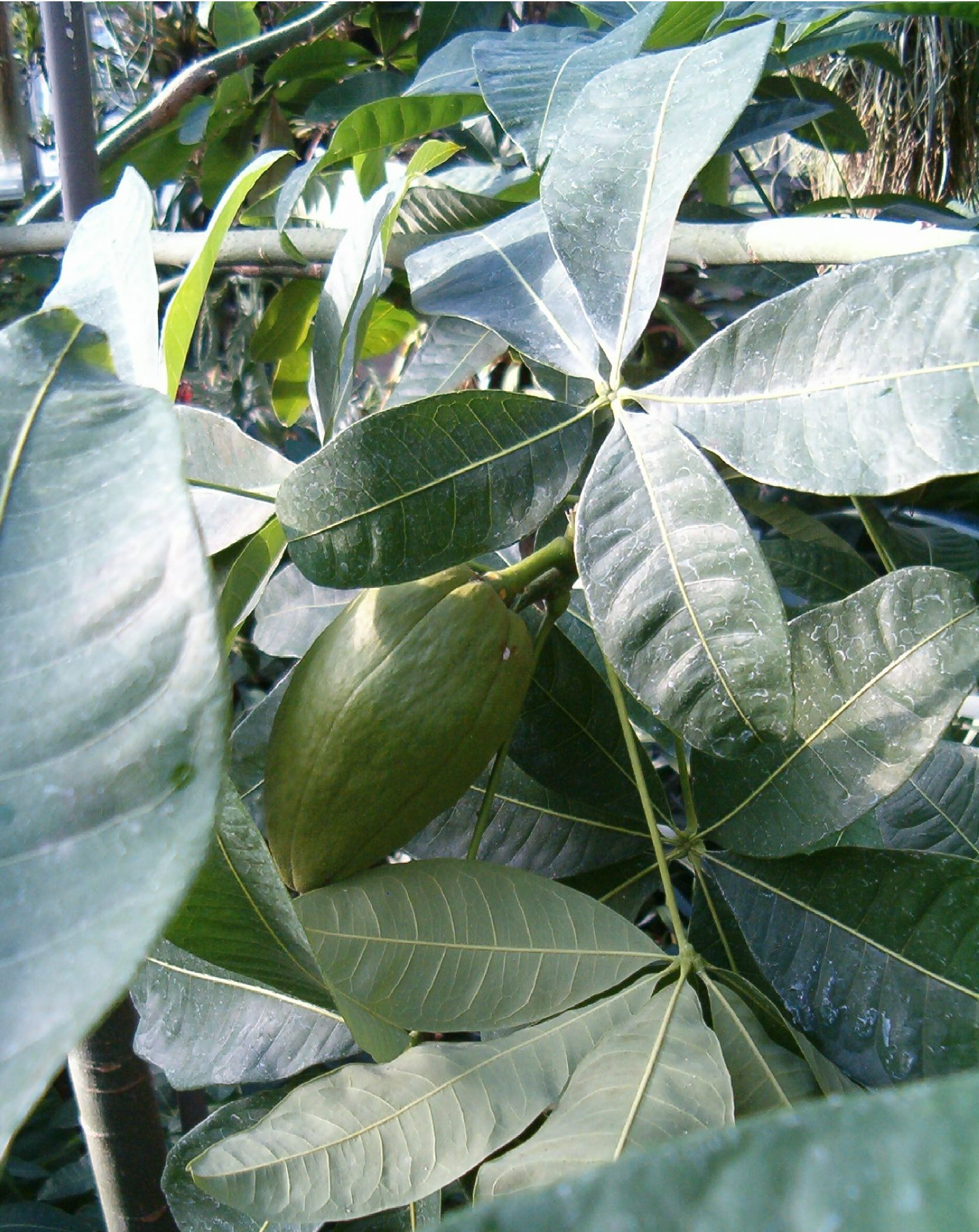